# 位移

位移向量与路径距离的关系。位移向量的大小也是距离的最小值

本条目中，向量與标量分別用粗體與斜體顯示。例如，位置向量通常用 {\displaystyle \mathbf {r} \,\!} 表示；而其大小則用 {\displaystyle r\,\!} 來表示。
位移（英語：Displacement）在物理學裏是指位置的改變。假設從舊位置{\displaystyle \mathbf {r_{1}} \,\!}改變到新位置{\displaystyle \mathbf {r_{2}} \,\!}，則位移是{\displaystyle \Delta \mathbf {r} =\mathbf {r_{2}} -\mathbf {r_{1}} \,\!}。使用向量分析的術語，假設一個粒子的位置，從舊位置移動到新位置，則位移是端點為舊位置，矢點為新位置的向量，稱為位移向量。假若這舊位置是原點，則位移向量又稱為位置向量。
位移向量可以簡易地表示出粒子的運動軌跡。給予運動的舊位置，位移向量可以表示出，相對於這舊位置，運動的方向和距離。位移向量的微小元素也可以用來表示一系列的微小位移。
物體的位移是距有方向性的向量，而位移需要物體的舊位置及新位置，由舊位置出發指向新位置，而形成一條具有方向性的向量。

## 刚体
若用在刚体运动时，位移这词语也可以包括刚体的旋转在内。對於這案例，剛體內部一個點（例如，質心、幾何中心等等）的位移，稱為線位移，而剛體的旋轉則稱為角位移。

## 速度和距離
位移向量是粒子的新位置與舊位置的向量差。這向量差，除以所經過的時間，就是粒子的平均速度。粒子的瞬時速度則是位移向量隨著時間的導數。
距離是一種純量，通常定義為位移向量的大小（最小距離），或定義一條彎曲路徑的長度（移動距離）。它不能給出運動方向。
假設，從時間{\displaystyle t=0\,\!}開始，一個粒子的運動軌道為
{\displaystyle \mathbf {r} (t):\mathbb {R} \to \mathrm {V} ^{n}\,\!}；
其中，{\displaystyle t\,\!}是時間，{\displaystyle \mathbb {R} \,\!}是實數，{\displaystyle \mathrm {V} ^{n}\,\!}是n-維向量空間。
那麼，粒子移動的瞬時速度{\displaystyle \mathbf {v} (t)\,\!}是
{\displaystyle \mathbf {v} (t)={\frac {d\mathbf {r} }{dt}}\,\!}。
粒子移動的平均速度{\displaystyle {\bar {\mathbf {v} }}(t)\,\!}是
{\displaystyle {\bar {\mathbf {v} }}(t)={\frac {\mathbf {r} (t)-\mathbf {r} (0)}{t}}\,\!}。
粒子移動的距離{\displaystyle s\,\!}是時間{\displaystyle t\,\!}的函數：
{\displaystyle s(t)=\int _{0}^{t}\left|{\frac {d\mathbf {r} }{dt}}\right|dt=\int _{0}^{t}v(t)dt\,\!}；
其中，{\displaystyle v(t)=|\mathbf {v} (t)|\,\!}是速率。

## 參阅
- 仿射空间，可以分别出质点的位置与位移。